# Levie Isaacks
Levie Cruse Isaacks (* 14. August 1946 in Houston, Texas) ist ein US-amerikanischer Kameramann.

## Leben
Isaacks wurde 1946 als Sohn zweier gehörloser Eltern geboren und lernte daher zuerst die Gebärdensprache.
Während des Vietnamkriegs diente er in der United States Army und wurde mit dem Bronze Star ausgezeichnet. Isaacks studierte im Anschluss an der University of Texas und machte dort 1972 seinen Abschluss. In den 1980er Jahren begann er als Kameraassistent und einfacher Kameramann im Filmgeschäft zu arbeiten. Ab Ende der 1980er war er als eigenständiger Kameramann tätig.
In den 1990er Jahren war Isaacks vermehrt auch für das Fernsehen tätig. So war er in den Jahren 2000 bis 2004 an mehr als 100 Folgen der Serie Malcolm mittendrin beteiligt. Für diese Serie inszenierte er auch mehrere Folgen.
1995 erhielt er eine Nominierung für den CableACE Award. Seit 2004 ist er Mitglied der American Society of Cinematographers. 2012 wurde für den ASC Award in der Kategorie Outstanding Achievement in Cinematography in Half-Hour Episodic/Pilot Television für eine Episode der Fernsehserie Man Up! nominiert.

## Filmografie (Auswahl)
- 1988: Samstag, der 14. schlägt zurück (Saturday the 14th Strikes Back)
- 1989: Sundown (Sundown: The Vampire in Retreat)
- 1990: Fire Syndrome
- 1990: Im Banne des Grauens (I'm Dangerous Tonight, Fernsehfilm)
- 1991: Mutronics – Invasion der Supermutanten (The Guyver)
- 1991: Black Magic Woman
- 1991: Rich Girl
- 1991–1995: Geschichten aus der Gruft (Tales from the Crypt, Fernsehserie, 16 Episoden)
- 1992: Kinder des Zorns 2 – Tödliche Ernte (Children of the Corn II: The Final Sacrifice)
- 1993: Leprechaun – Der Killerkobold (Leprechaun)
- 1994: Dead on Sight
- 1994: Texas Chainsaw Massacre – Die Rückkehr (The Return of the Texas Chainsaw Massacre)
- 1994: Bad Heat – Highway des Todes (The Nature of the Beast)
- 1995: Die Hafenratte (The Wharf Rat, Fernsehfilm)
- 1995: Das Zeitexperiment (W.E.I.R.D. World, Fernsehfilm)
- 1995: The Zone
- 1996: The Dentist
- 1996: Kalifornia Nightmare (Marshal Law, Fernsehfilm)
- 1997: North Shore Fish (Fernsehfilm)
- 1997: Im Dschungel gefangen (Dead Men Can't Dance)
- 1997: Der Psycho-Pate (The Don's Analyst, Fernsehfilm)
- 1998: Lautlose Invasion (Target Earth, Fernsehfilm)
- 1998–1999: Dawson’s Creek (Fernsehserie, 22 Episoden)
- 2000–2004: Malcolm mittendrin (Malcolm in the Middle, Fernsehserie, 101 Episoden)
- 2007: Girls United: Alles auf Sieg (Bring It On: In It to Win It)
- 2009: Road Trip – Bier Pong (Road Trip: Beer Pong)
- 2010–2011: CSI: NY (Fernsehserie, 8 Episoden)
- 2011: Porkchop Playhouse (Fernsehfilm)
- 2011: Girls Club 2 – Vorsicht bissig! (Mean Girls 2, Fernsehfilm)
- 2011–2012: Man Up! (Fernsehserie, 13 Episoden)
- 2012: Zahnfee auf Bewährung 2 (Tooth Fairy 2)
- 2012: American Judy (Fernsehfilm)
- 2013: An Unreal Dream: The Michael Morton Story (Dokumentarfilm)
- 2014: Die kleinen Superstrolche retten den Tag (The Little Rascals Save the Day)
- 2017: Sins of the Fathers